# CBA (format de fichier)
Le Comic Book Ace (CBA) est un format de fichier utilisé pour les bandes dessinées numérisées.
En fait, ces fichiers (.cba) sont en réalité des archives Ace (.ace) contenant les pages d'une bande dessinée sous forme d'images (GIF, JPEG, BMP, etc.). 
Certains logiciels spécialisés permettent d'ouvrir directement ces fichiers et de feuilleter l'ouvrage.

## Autres formats similaires
Voir la catégorie Archives pour bandes dessinées dans le tableau des formats de fichiers.